# Trinita, connais pas
Pour plus de détails, voir Fiche technique et Distribution.
Trinita, connais pas (Simone e Matteo - Un gioco da ragazzi) est une comédie d'aventure italo-espagnole réalisée par Giuliano Carnimeo. Sortie en 1975, elle met en vedette Antonio Cantafora et Paul L. Smith,.

## Synopsis
Simone et Matteo sont deux voleurs de petite envergure qui sont engagés par une organisation clandestine pour transporter un chargement à Marseille. Ils ignorent totalement qu'ils transportent des armes...

## Fiche technique
Sauf indication contraire, les informations mentionnées dans cette section peuvent être confirmées par la base de données cinématographiques IMDb,  présente dans la section « Liens externes ».
- Titre français : Trinita, connais pas ou Ah mon pote ! ou Bons, brutes, mais pas méchants ou Les Mauvais Garçons[3]
- Titre original italien : Simone e Matteo - Un gioco da ragazzi[4]
- Réalisation : Giuliano Carnimeo
- Scénario : Sergio Bazzini, Tulio Demicheli, Pierluigi Alberti, Gabriella Giustini
- Photographie : Vicente Minaya
- Montage : Amedeo Giomini
- Musique : Guido et Maurizio De Angelis
- Décors : Giantito Burchiellaro (it)
- Costumes : Franco Carretti
- Production : Ugo Tucci
- Société de production : Produzioni Atlas Consorziate (P.A.C.), Producciones Cinematográficas D.I.A.
- Pays de production :  Italie -  Espagne
- Langue originale : italien
- Format : Couleur par Telecolor - 2,35:1 - Son mono - 35 mm
- Durée : 95 minutes[4]
- Genre : Comédie d'aventure
- Dates de sortie :
  - Italie : 20 juillet 1975
  - France : 19 mai 1976[3]

## Distribution
- Michael Coby (VF : Michel Le Royer) : Matteo
- Paul L. Smith (VF : Claude Bertrand) : Simone
- Dominic Barto (VF : Jacques Dynam) : Lucky
- Giuliana Calandra (VF : Michèle Bardollet) : Rosy
- Eduardo Fajardo (VF : Edmond Bernard) : Le Renard
- Mario Brega
- Riccardo Petrazzi : Paul
- Emilio Messine : Jean
- Nello Pazzafini (VF : Jacques Ferrière) : le marin français
- Tony Norton (VF : Jean-Claude Michel) : Frou-Frou
- Francisco Merino (VF :Jacques Deschamps) : le directeur du transport de camions